# Haploglossa nidicola
Haploglossa nidicola – gatunek chrząszcza z rodziny kusakowatych i podrodziny rydzenic. Zamieszkuje Europę.

## Taksonomia
Gatunek ten opisany został po raz pierwszy w 1853 roku przez Léona Fairmaire’a pod nazwą Aleochara nidicola.

## Morfologia
Chrząszcz o wydłużonym ciele długości od 2,5 do 3,2 mm. Ubarwienie ma czarniawoczerwone do czarniawego, czasem z rudym odcieniem na pokrywach od barków po kąt przyszwowy. Powierzchnia głowy i przedplecza jest punktowana silnie i gęsto, a przestrzenie międzypunktowe są przynajmniej częściowo szagrynowane. Znacznie krótsze niz głowa i przedplecze razem wzięte czułki mają poprzeczne człony środkowe, a człony drugi i trzeci są jednakowych długości. Głaszczki szczękowe budują cztery człony, z których ostatni jest wrzecionowaty i pozbawiony modyfikacji. Wargę dolną cechuje niewykrojony na szczycie języczek. Zarys przedplecza jest szerszy niż dłuższy, mocniej poprzeczny niż u rydzeniczki gniazdowej i H. bernhaueri, najszerszy za środkiem długości i silniej niż u H. bernhaueri ku przodowi zwężony. Punktowanie przedplecza jest lżejsze i gęściej rozmieszczone niż u rydzeniczki gniazdowej. Odległości między punktami są zawsze mniejsze niż ich średnice. Pokrywy punktowane są drobniej niż głowa. Stopy mają wysmukloną formę. Odwłok ma zasadniczo równoległe brzegi boczne, a jego powierzchnia jest przynajmniej na przedzie gęsto punktowana.

## Ekologia i występowanie
Owad ten jest nidikolem. Zasiedla gniazda brzegówki, a jesienią znajdywany jest także w ich okolicach, w piasku i roślinności u skarp i stromych stoków.
Gatunek palearktyczny, europejski, znany z Irlandii, Wielkiej Brytanii, Francji, Belgii, Holandii, Niemiec, Szwajcarii, Austrii, Włoch, Danii, Szwecji, Norwegii, Finlandii, Litwy, Polski, Czech, Słowacji, Grecji oraz europejskiej części Rosji. Na „Czerwonej liście gatunków zagrożonych Republiki Czeskiej” umieszczony jest jako gatunek zagrożony wymarciem (EN).